# Isohypsibius monstruosus
Isohypsibius monstruosus är en djurart som tillhör fylumet trögkrypare, och som beskrevs av Walter Maucci 1991. Isohypsibius monstruosus ingår i släktet Isohypsibius och familjen Hypsibiidae. Inga underarter finns listade i Catalogue of Life.